# Nova demokratska stranka (Kanada)
Nova demokratska stranka (engleski: The New Democratic Party, francuski: Nouveau Parti démocratique) je lijeva politička stranka koja djeluje u Kanadi i zalaže se različite forme socijaldemokracije i demokratskog socijalizma.
Osnovana je godine 1961. te sudjeluje na federalnim i pokrajinskim izborima. U kanadskom Domu zastupnika njeni zastupnici predstavljaju lijevo krilo kanadskih birača, dok Liberalna i Konzervativna stranka zastupaju centar i desnicu.
NDP je članica Socijalističke Internacionale.
NDP je podržavala manjinsku vladu Paula Martina, ali je krajem 2005., u svjetlu korupcijskih skandala, tu podršku povukla te ishodila parlamentarne izbore na kojima je u siječnju 2006. pobijedila Konzervativna stranka.